# Varazze
Varazze ( Varase, Vaze o Väze in ligure, Varagine anticamente in italiano) è un comune italiano di 12 441 abitanti della provincia di Savona in Liguria, il quarto della provincia per numero di abitanti.

## Geografia fisica

### Territorio
Il comune, facente parte del parco naturale regionale del Beigua, è situato sulla costa della Riviera delle Palme, adagiato in un'ampia insenatura tra la punta della Mola e la punta dell'Aspera.

### Clima
Protetta dal monte Beigua dai freddi venti di tramontana durante l'autunno e l'inverno mantenendo le temperatura alte con punte di 20 °C nelle giornate soleggiate, ed esposta alle vivaci e fresche brezze marine del mar Ligure nei pomeriggi estivi in modo che le temperature non superino i 30 °C, Varazze gode di un clima con temperature miti durante tutto l'anno. La località è infatti scelta come meta per svernare durante l'inverno e rinfrescarsi durante le ondate di calore estive.
| Varazze               | Mesi | Mesi | Mesi | Mesi | Mesi | Mesi | Mesi | Mesi | Mesi | Mesi | Mesi | Mesi | Stagioni | Stagioni | Stagioni | Stagioni | Anno |
| Varazze               | Gen  | Feb  | Mar  | Apr  | Mag  | Giu  | Lug  | Ago  | Set  | Ott  | Nov  | Dic  | Inv      | Pri      | Est      | Aut      | Anno |
| --------------------- | ---- | ---- | ---- | ---- | ---- | ---- | ---- | ---- | ---- | ---- | ---- | ---- | -------- | -------- | -------- | -------- | ---- |
| T. max. media (°C)    | 11,0 | 11,5 | 13,9 | 17,3 | 20,9 | 24,4 | 27,2 | 27,0 | 24,5 | 20,3 | 15,2 | 12,6 | 11,7     | 17,4     | 26,2     | 20,0     | 18,8 |
| T. media (°C)         | 7,5  | 8,0  | 10,4 | 13,5 | 16,9 | 20,4 | 22,9 | 22,8 | 20,3 | 16,2 | 11,7 | 9,1  | 8,2      | 13,6     | 22,0     | 16,1     | 15,0 |
| T. min. media (°C)    | 4,0  | 4,6  | 6,8  | 9,7  | 12,9 | 16,3 | 18,6 | 18,5 | 16,1 | 12,2 | 8,2  | 5,6  | 4,7      | 9,8      | 17,8     | 12,2     | 11,1 |
| T. max. assoluta (°C) | 16,5 | 16,8 | 19,3 | 24,0 | 27,9 | 31,0 | 32,5 | 31,5 | 29,5 | 25,8 | 20,0 | 17,4 | 17,4     | 27,9     | 32,5     | 29,5     | 32,5 |
| T. min. assoluta (°C) | −2,6 | −1,9 | 0,5  | 5,0  | 8,0  | 11,5 | 14,8 | 14,1 | 11,2 | 7,0  | 2,9  | 0,0  | −2,6     | 0,5      | 11,5     | 2,9      | −2,6 |

## Storia

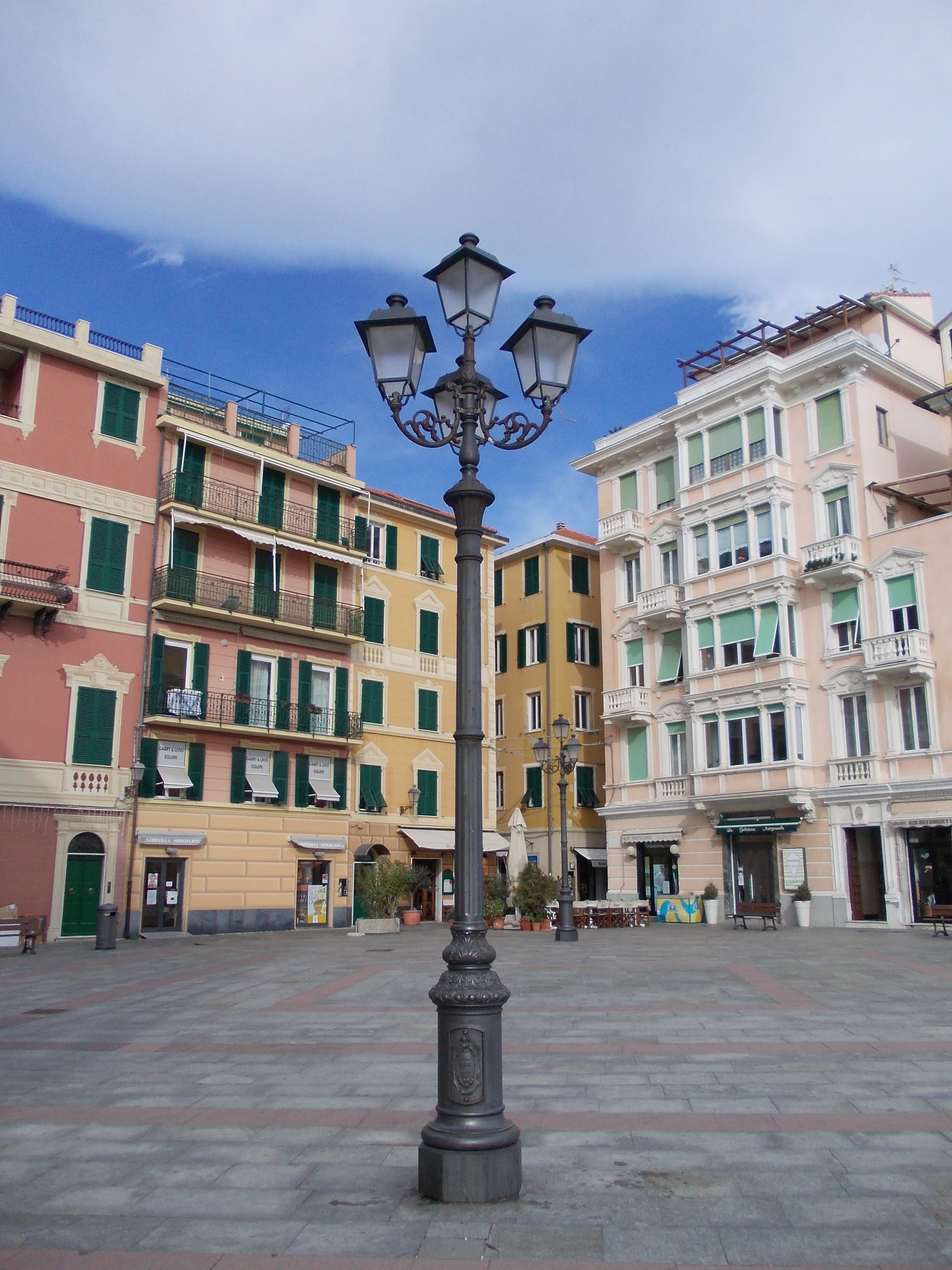
Piazza Bovani (ciassa du Balùn), nel centro storico di Varazze.

Il primo insediamento umano sorse nella frazione dell'Alpicella nel II millennio a.C. Più tardi, nelle immediate vicinanze della locale stazione ferroviaria sorse nel I secolo un centro cantieristico dell'Impero romano denominata Ad Navalia. La prima citazione ufficiale del nome, indicata sulla Tabula Peutingeriana, è risalente al X secolo con il toponimo medievale Varagine ("luogo dove vengono varate le navi").
E proprio le fiorenti attività legate alla costruzione di navi e imbarcazioni furono i presupposti per una continua lotta, in epoca medievale, tra i comuni di Savona e Genova per il controllo del feudo e del territorio varazzino. Già appartenente alla Marca Aleramica, dal XII secolo divenne feudo delle marchesi del Bosco e di Ponzone, che stabilirono la loro "curia" in Varazze da dove amministravano i cosignorie aleramici della ribera. Nel 1256 risulta già costituito il Comune di Varazze, mentre alcune rimanenti sono ancora soggette ad alcuni feudatari fino al XIV secolo: come i Ponzone, Malocello e Doria. A seguito delle "convenzioni" stipulate tra Repubblica di Genova e i comuni di Varazze, Celle e Albisola, fu istituita una podesteria avente sede in Varazze e giurisdizione sui due comuni viciniori.
Nel 1312 il navigatore varazzino Lanzerotto Malocello oltrepassò le mitiche Colonne d'Ercole e approdò nell'isola di Lanzarote, alla quale diede il proprio nome, e scoprì l'arcipelago delle Isole Canarie.
Nel 1525, durante una battaglia navale, Hugo de Moncada, comandante della flotta di Carlo V, qui vi fu sconfitto e fatto prigioniero. Seguì quindi le sorti di Genova e della sua repubblica marinara, ottenendo propri statuti.
Con la caduta della Repubblica di Genova (1797), sull'onda della rivoluzione francese e a seguito della prima campagna d'Italia di Napoleone Bonaparte, la municipalità varazzina rientrò dal 2 dicembre 1797 nel Dipartimento del Letimbro, con capoluogo Savona, all'interno della Repubblica Ligure. Dal 28 aprile del 1798 con i nuovi ordinamenti francesi, rientrò nell'XI Cantone, come capoluogo, della Giurisdizione di Colombo e dal 1803 centro principale del II Cantone di Varazze nella Giurisdizione di Colombo. Annesso al Primo Impero francese, dal 13 giugno 1805 al 1814 venne inserito nel Dipartimento di Montenotte.
Nel 1815 fu inglobato nel Regno di Sardegna, così come stabilì il Congresso di Vienna del 1814, e successivamente nel Regno d'Italia dal 1861. Dal 1859 al 1927 il territorio fu compreso nel V mandamento omonimo del circondario di Savona facente parte della provincia di Genova; nel 1927 anche il territorio comunale varazzino passò sotto la neo costituita provincia di Savona. Nel 1864 ottenne il titolo di città.
Negli anni Cinquanta dell'Ottocento vengono fondati i Cantieri Baglietto, attività industriale che segnerà il volto della città e diventeranno rinomati per la costruzione di imbarcazioni da diporto e, successivamente, anche militari, con clienti di primo piano nella scena letteraria e artistica dell'epoca nonché la famiglia reale italiana. L'attività cantieristica nei primi anni del Novecento sarà documentata da Jan Neer, fotografo varazzino molto noto in Liguria in quel periodo.
Nella villa Astoria, alla fine della seconda guerra mondiale fu istituita una "Prigione del Popolo", nella quale il 1º maggio 1945 furono uccisi 10 fascisti, tra i quali il generale in pensione Ulderigo Nassi e sua moglie.
Dal 1973 al 31 dicembre 2008 ha fatto parte della Comunità montana del Giovo.

### Simboli
Stemma
Gonfalone

Lo stemma è stato concesso con il regio decreto n. 1703 del 22 maggio 1864.

## Monumenti e luoghi d'interesse

### Architetture religiose

La collegiata parrocchiale di Sant'Ambrogio, nel centro storico di Varazze.

- Collegiata parrocchiale di Sant'Ambrogio nel centro storico di Varazze. Eretta nel Medioevo, si presenta con facciata in stile barocco e un campanile cuspidato a tre ordini di trifore (appartenente ad un edificio più antico) in stile romanico-gotico. Al suo interno sono conservati un polittico di Giovanni Barbagelata - raffigurante Sant'Ambrogio, santi e angeli musicanti - e una tavola di Luca Cambiaso della Madonna con i santi Giovanni Battista e Francesco d'Assisi. La monumentale facciata, in stile barocco, è stata eseguita nel 1916 su disegno del varazzino Luigi Guglielmo Camogli.
- Chiesa antica di Sant'Ambrogio, poco fuori dal centro storico di Varazze, inclusa nelle mura medievali del XII secolo[8]. Seppure diroccata e allo stato di rudere, ne è ben riconoscibile la facciata in stile romanico[8] che contraddistingueva uno dei primi edifici di culto del territorio varazzino. La sua documentazione risale all'anno 1139[8] in una citazione nella quale il vescovo di Savona Aldizio ne faceva dono ad Ansellino, vescovo di Betlemme e profugo dalla Terra santa[8]. L'impianto è risalente al periodo duecentesco, se non ad un secolo antecedente[8], con portale in stile gotico del XIII secolo; gli archetti binati, dell'XI secolo, si ripetono nella parte bassa dell'attiguo campanile[8].
- Chiesa di San Donato (di proprietà comunale),  già intitolata a San Michele arcangelo, è posta in località Parasio, su un piccolo colle, all'inizio della vallata del torrente Teiro; antica pieve e prima parrocchia di Varazze.
- Oratorio di Nostra Signora Assunta, presso l'inizio del centro storico di Varazze ed adiacente ad una porzione ben visibile dell'antica cinta muraria medievale risalente al XII secolo.
- Oratorio di San Giuseppe e della Santissima Trinità nel centro storico di Varazze, a fianco della collegiata di Sant'Ambrogio.
- Chiesa parrocchiale dei Santi Nazario e Celso nel centro storico di Varazze. Costruita nel Cinquecento, presenta una probabile origine romanica dell'edificio, con facciata del 1870.
- Oratorio di San Bartolomeo nel centro storico di Varazze. Conserva al suo interno una cassa processionale del Martirio di san Bartolomeo, attribuita alla scuola dello scultore Anton Maria Maragliano, e un polittico della Pietà con Annunciazione e santi del pittore Teramo Piaggio del 1535.
- Chiesa di San Domenico a Varazze. Eretta sull'area di un preesistente convento del 1419, presenta all'interno affreschi di scuola senese ed un polittico del XVI secolo. Pregevole il chiostro e la sala capitolare con contrafforti ogivali. Sulla facciata è presente una palla di cannone scagliata dalla flotta francese.

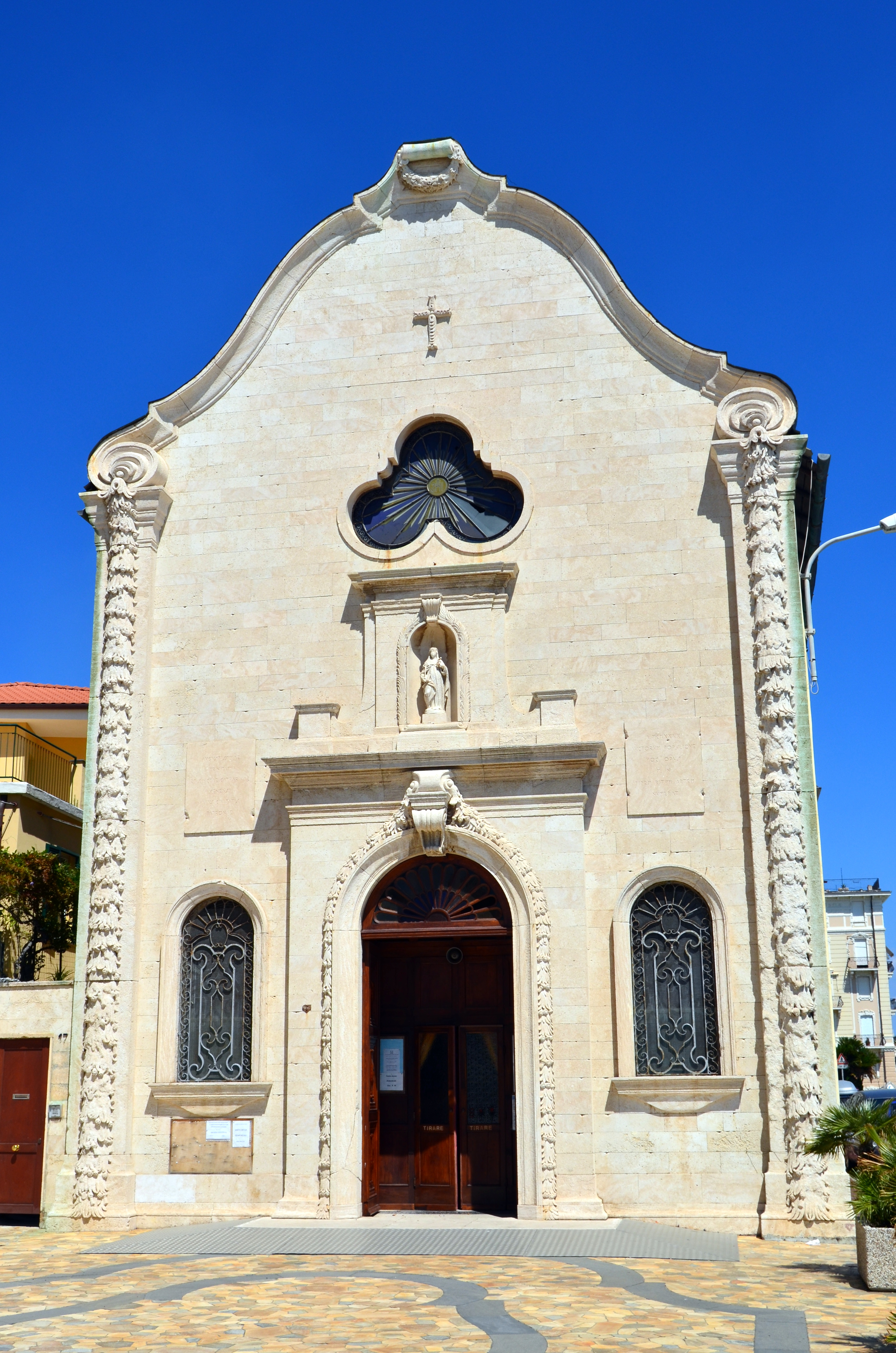
Il santuario di Santa Caterina

- Santuario di Santa Caterina da Siena a Varazze. Eretto nel XVII secolo, la facciata è stata completamente rifatta nel 1940.
- Chiesa parrocchiale di Sant'Antonio abate nella frazione di Alpicella.
- Chiesa della Natività di Maria Santissima nella frazione di Casanova.
- Santuario di Nostra Signora della Guardia, posta in cima al monte Grosso, in prossimità della frazione Casanova.
- Cappella di Santa Caterina, nella frazione collinare di Casanova.
- Cappella del Beato Jacopo da Varagine, presso la frazione collinare di Casanova.
- Santuario di Nostra Signora della Croce nella frazione di Castagnabuona, lungo il crinale tra Varazze e Celle Ligure.
- Chiesa di San Rocco nella frazione di Castagnabuona.
- Chiesa parrocchiale di Nostra Signora delle Grazie nella frazione di Faje.
- Vecchia chiesa parrocchiale della Santissima Annunziata nella frazione di Pero.
- Nuova chiesa parrocchiale della Santissima Annunziata, nella frazione di Pero.
- Chiesa di Santa Maria di Latronorio nella località di Piani d'Invrea, risale al XII secolo.
- Convento di San Giacomo di Latronorio nella località di Piani di San Giacomo, risalente al XII secolo.
- Convento dei frati Cappuccini, sito sulla collina di Tasca, fu costruito nel Seicento.
- Eremo del Deserto, nell'omonima località, sulla collina.
- Chiesa della Madonna degli Angeli.
- Cappella della Crocetta, nella frazione di Cantalupo.

### Architetture civili

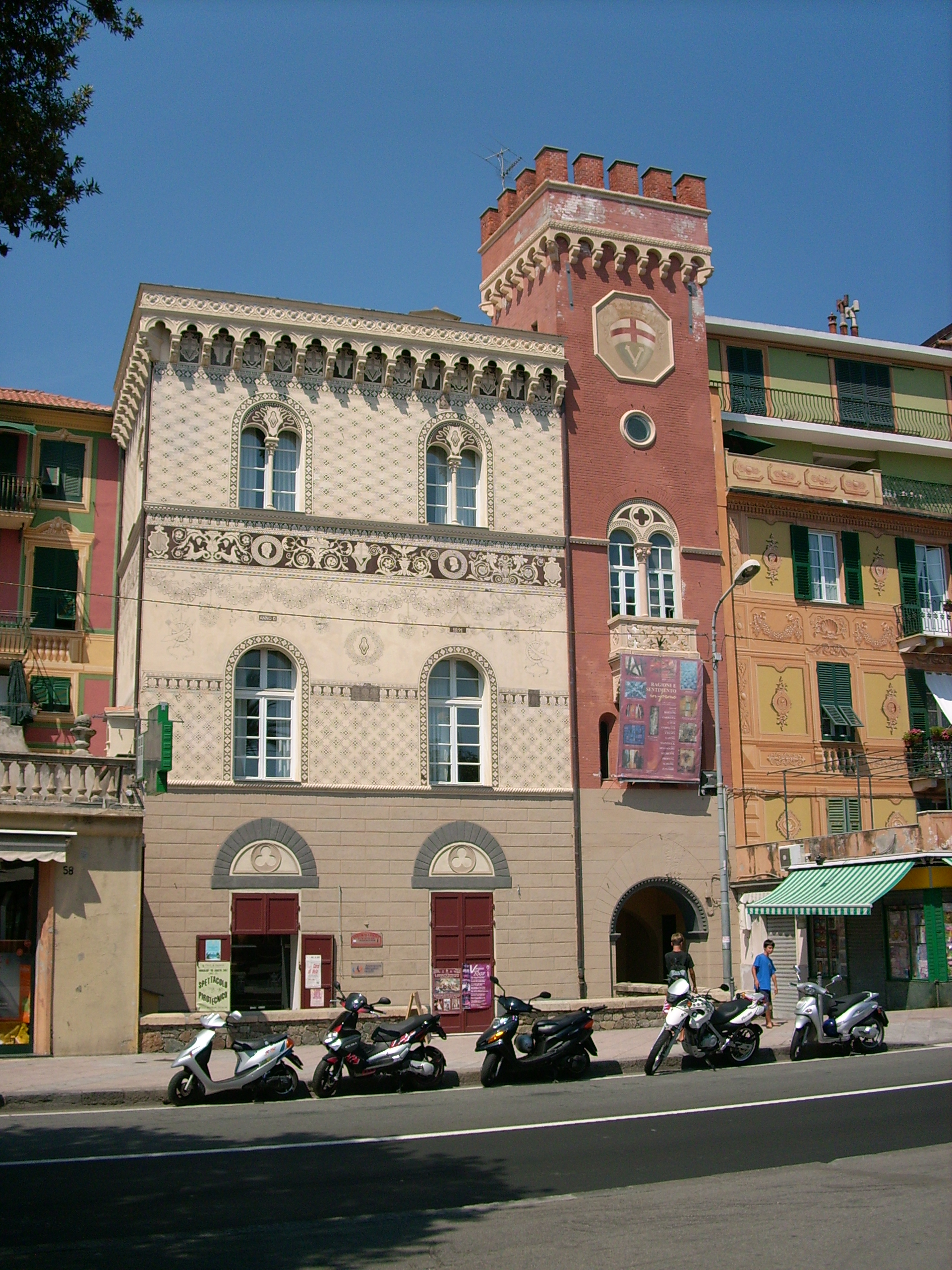
Palazzo Jacopo da Varagine

- Palazzo Beato Jacopo da Varazze, nel centro storico varazzino, già sede della civica amministrazione. Nella facciata rivolta verso l'interno del borgo è collocata una statua del beato. Sul lato della passeggiata, nell'attigua torretta, è affrescato lo stemma cittadino.

- Porta occidentale, varco al centro storico.
- Villa Lavarello Cilea, in via Guglielmo Marconi, dimora del compositore Francesco Cilea da lui e dalla moglie Rosa Lavarello lasciata in eredità alla SIAE. Ne rimane l'edificio principale, con intatto lo studio, e solo una porzione del giardino per il resto menomato dal vecchio tracciato della ferrovia e dagli edifici costruitevi in seguito.

### Centro storico
Il nucleo del borgo storico, risalente al suo primo impianto all'XI secolo, è racchiuso in quella zona che si estende lungo il dosso collinare che domina il litorale e la valle del torrente Teiro. Il borgo medievale era chiuso da mura - ne esistono ancora alcune tracce - e da cinque porte che si aprivano sia verso il nucleo storico e sia verso i sobborghi allungati lungo la spiaggia quali il Solaro, a levante, e il Borghetto a ponente.

### Siti archeologici
Sulla cima dei Piani d'Invrea si trova anche un piccolo menhir, poco documentato, ma che dalla sua posizione domina la città e anche il mare. Come tanti altri menhir, il monolito varazzese è rozzamente tagliato su una base quadrangolare che diventa più sottile nella sua parte superiore e finisce in punta.
Nella frazione dell'Alpicella si trova un rifugio risalente a 6000 anni fa (i cui reperti si trovano nel medesimo museo archeologico) e una strada megalitica.
Sulla collina del Parasio presso l'antica chiesa di San Donato, è visibile parte del muro perimetrale del castrum romano-bizantino del IV-V secolo che presenta nella sua struttura, filari di pietre disposte a spina di pesce, rarissimo esempio in Liguria. Sono visibili, inoltre,  alla base del campanile, i resti della torre del castrum.

### Ritrovamenti subacquei
Il 6 agosto 2012 viene annunciato dal nucleo subacqueo dei Carabinieri di Genova che, dopo oltre cinque mesi di rilievi, avviati a seguito di segnalazioni di pescatori, sono stati rinvenuti a 65 metri di profondità tra il fango i resti di una nave di epoca romana (databile tra il I secolo a.C. e il I secolo d.C.) e parte del suo carico di anfore e vasi in terracotta per il trasporto commerciale via mare di olio di oliva e vino.

### Aree naturali

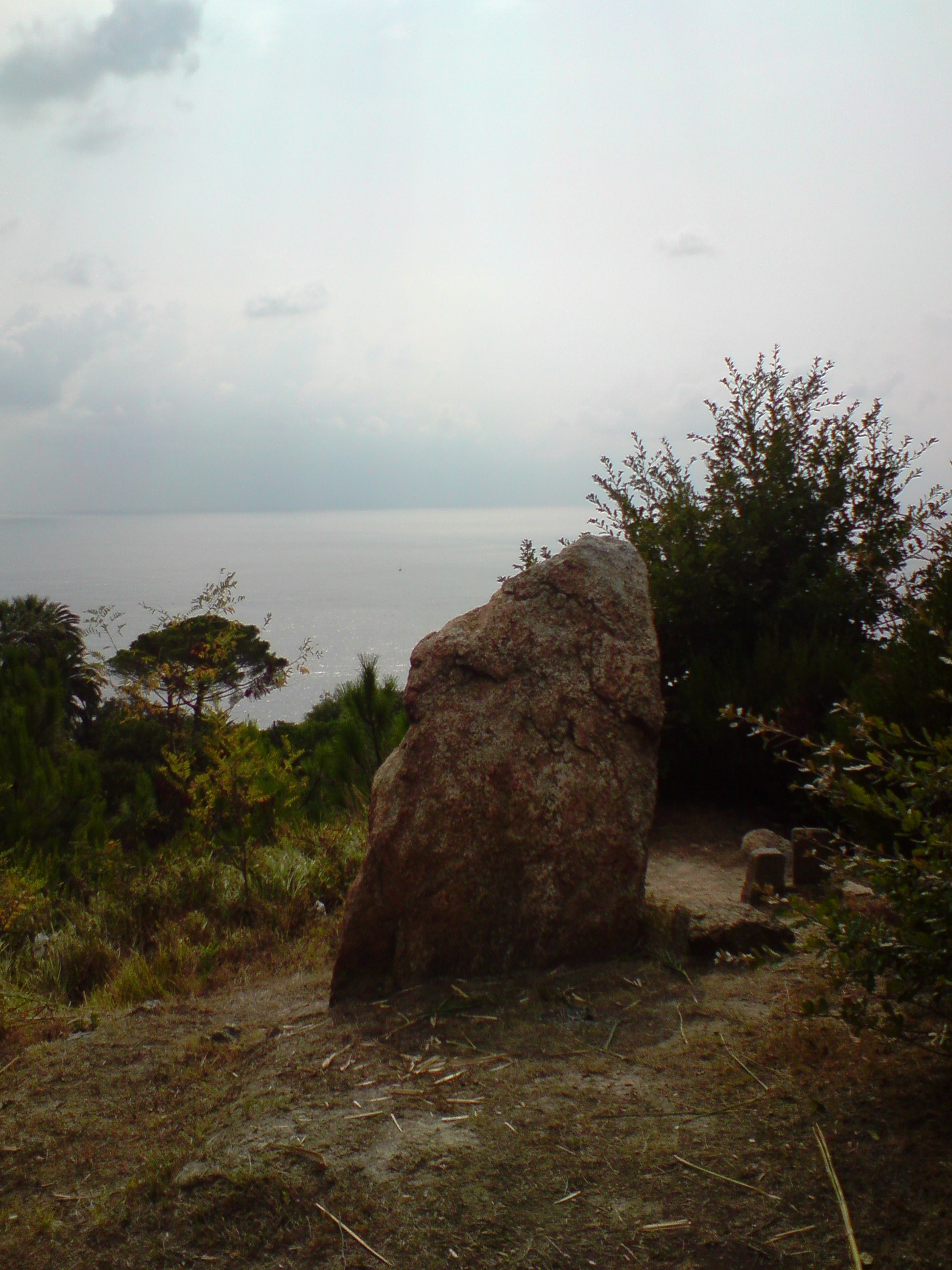
Il menhir, ai Piani d'Invrea.

Tra le bellezze naturali va ricordata la passeggiata Europa o Villa Araba, lunga circa 4,5 km, che, ricavata sul vecchio tracciato a binario unico della ferrovia Genova-Ventimiglia, unisce Varazze con Cogoleto.
Il tratto di ferrovia, dismesso nel 1970, è rimasto abbandonato a sé stesso per decenni e solo negli ultimi anni è stato oggetto di recupero. Dopo un recupero parziale di circa 1 km, realizzato in un primo tempo, nel 2007 è iniziata un'importante opera di riqualificazione dell'intero percorso, da parte del comune varazzino al cui territorio appartiene interamente, che ha trasformato il tratto dismesso in un percorso naturalistico ciclopedonale con illuminazione delle gallerie e servizi per i turisti.
Lungo il percorso si possono ammirare tratti rocciosi a macchia mediterranea dominati da pini d'Aleppo, che danno un'idea di quale fosse l'aspetto originario della regione prima dell'intervento dell'uomo.
Le rocce presenti sono serpentinoscisti, rocce metamorfiche di colore verde scuro, che diventano quasi bianche nel tratto vicino all'abitato. Con lo stesso tipo di roccia sono realizzati tutti i manufatti ferroviari: i portali delle gallerie, i muri di sostegno ad archi e i parapetti, anch'essi oggetto di recupero e restauro.
In zona S.Giorgio-Puntabella, fra Cogoleto e Varazze, si può osservare e visitare (scendendo lungo la scalinata di accesso del Cala Loca dalla strada Aurelia) una testimonianza unica di come, circa 125.000 anni fa, il  livello del mare fosse posto a quota 7 metri più in alto dell'attuale livello. Inoltre è presente una grotta, scolpita dall'erosione marina sulla dura roccia serpentinica, che costituisce l’intera caletta sottostante parte integrante del Geo-Parco Del Beigua - Patrimonio UNESCO.
Nei fondali delle piccole baie rocciose che si trovano al disotto della passeggiata vivono molte specie animali tra cui ricci marini, polpi, gamberetti, pomodori di mare, paguri.
In località Portigliolo, alla foce del rio Arenon, era presente un borgo medioevale, dove i marinai si andavano a rifornire di gallette (biscotti per marinai), e del quale resta solamente qualche edificio in rovina. In questo territorio si trovava un campeggio, abbandonato in seguito a una devastante alluvione nel 2002, di cui erano rimasti numerosi relitti; il 4 ottobre 2010 a seguito di precipitazioni eccezionali, il rio ha innalzato di parecchi metri il suo letto trascinando in mare parte delle roulotte abbandonate, lesionando anche la sede della passeggiata a mare.
Nel territorio comunale di Varazze sono presenti e preservati due siti di interesse comunitario, proposto dalla rete Natura 2000 della Liguria, per il suo particolare interesse naturale e geologico. Il primo sito è collocato tra i fondali delle province di Genova e Savona - condiviso tra i comuni di Arenzano, Cogoleto e Varazze - dove è segnalato un particolare habitat formato da praterie di Posidonia oceanica. Tra le specie animali sono presenti i pesci: Centrolabrus melanocercus, Hippocampus ramulosus, Nerophis maculatus, Nerophis ophidion, Symphodus cinereus, Symphodus doderleini, Symphodus tinca, Syngnathus acus e Syngnathus typhle. Il secondo sito riguarda i fondali marini tra Varazze, Celle Ligure ed Albisola Superiore costituito anch'esso da una prateria di posidonia e dalla presenza, tra i pesci, delle specie Pinna nobilis, Symphodus cinereus, Symphodus ocellatus, Symphodus mediterraneus e Symphodus tinca.
A circa un miglio al largo di Varazze, a 70 metri di profondità, giace il relitto della nave Pontida affondata nel 1917 da un sottomarino tedesco.

## Società

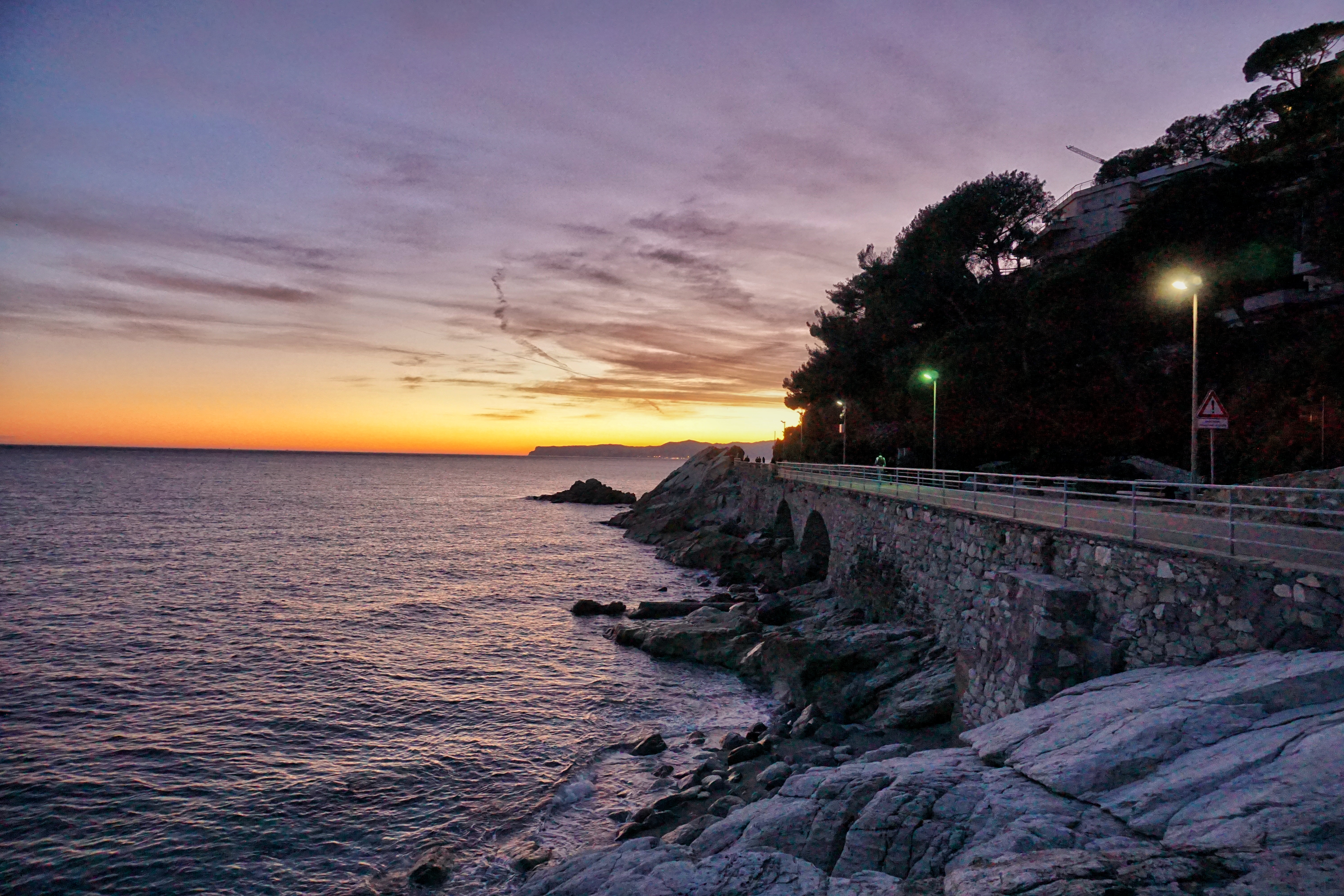
Un tratto della Passeggiata Europa

### Evoluzione demografica
Abitanti censiti

### Etnie e minoranze straniere
Al 31 dicembre 2023, i cittadini stranieri residenti a Varazze sono 693, pari al 5,57% della popolazione.

### Istituzioni, enti e associazioni
- Associazione Culturale Varagine.it. Possiede un archivio storico fotografico sulla città e la sua gente ideato e gestito dal 2010 interamente dall'associazione. Durante l'anno Varagine.it organizza eventi espositivi per raccontare la memoria storica di Varazze e conservare la sua immagine nel tempo.

## Cultura

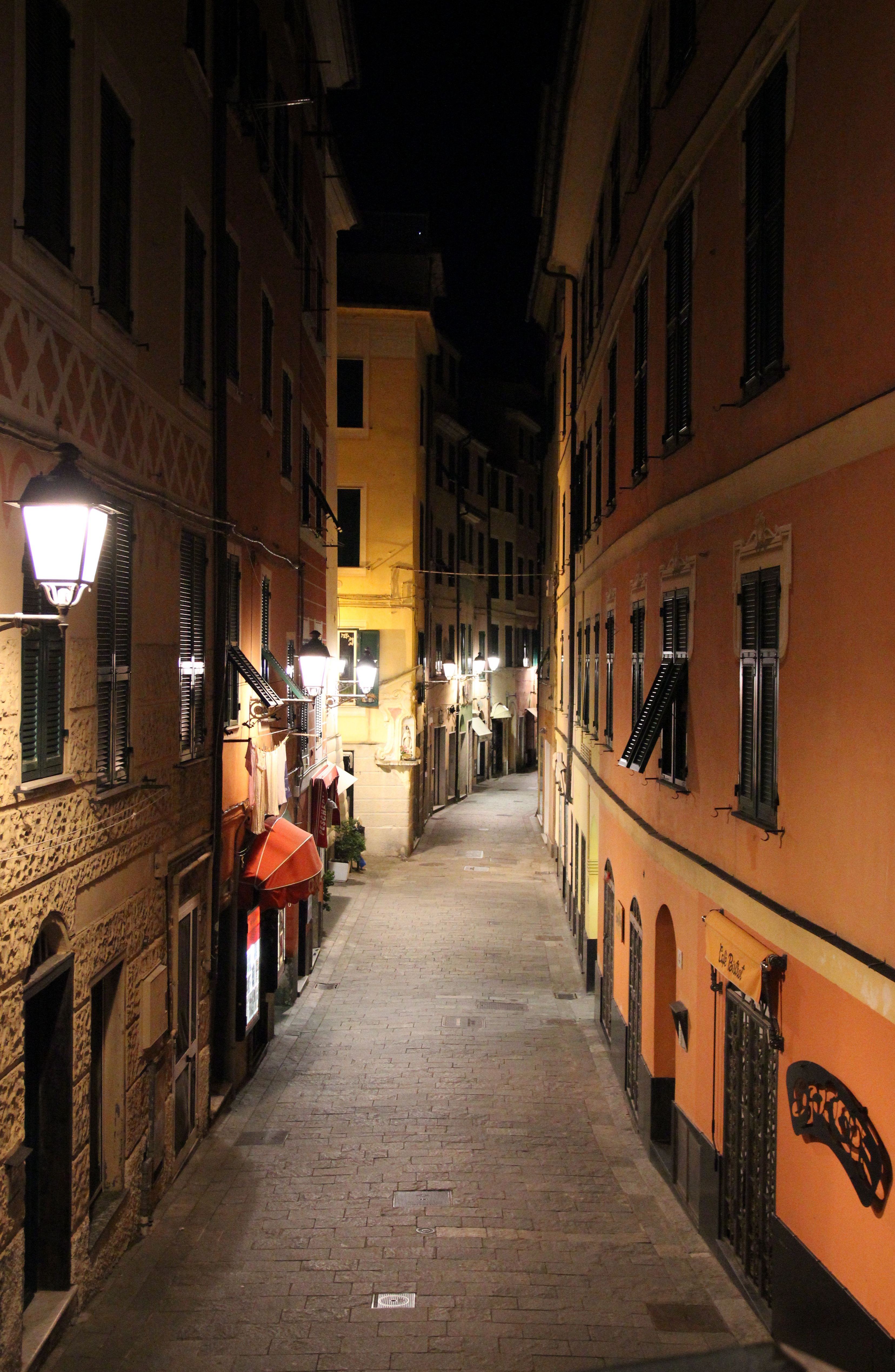
Scorcio del centro storico di Varazze di notte

### Istruzione

#### Scuole
Varazze è sede dei seguenti istituti scolastici statali, inerenti al ciclo scolastico della scuola secondaria di secondo grado:
- Centro di Formazione Professionale Alberghiero "Elio Miretti".

#### Musei
Nella frazione di Alpicella è situata la mostra permanente di materiale archeologico. Ospita oggetti risalenti al periodo compreso tra l'età della pietra e dell'età del bronzo, fossili, resti di animali e una ricca collezione di ceramiche. Importanti dal punto di vista storico sono i preziosi vasi a bocca quadrata.
Nel porto turistico si trova il Museo del mare con esposizione di modellini nautici.

### Media

#### Televisione
Varazze ha tra le sue particolarità quella di avere una sua propria emittente televisiva locale. Si tratta di Televarazze, fondata negli anni ottanta da un gruppo d'intraprendenti appassionati tra i quali Masino Cerruti, Piero Spotorno, Giuseppe Venturino, Alessandro Giusto, Vittorio Badano, Angela Tamborra e Antonio Mezzina. L'emittente manda in onda trasmissioni in diretta, quali talk-show di diverso carattere (storico locale, informativo, varietà), un notiziario e riprese degli avvenimenti più importanti che capitano o coinvolgano la cittadina. Dal 2008 Tele Varazze è anche visibile sul web. Purtroppo agli inizi di luglio ha cessato le trasmissioni sui canali 89 e 190 e dai primi di agosto è entrata nella programmazione del canale 99.

#### Stampa

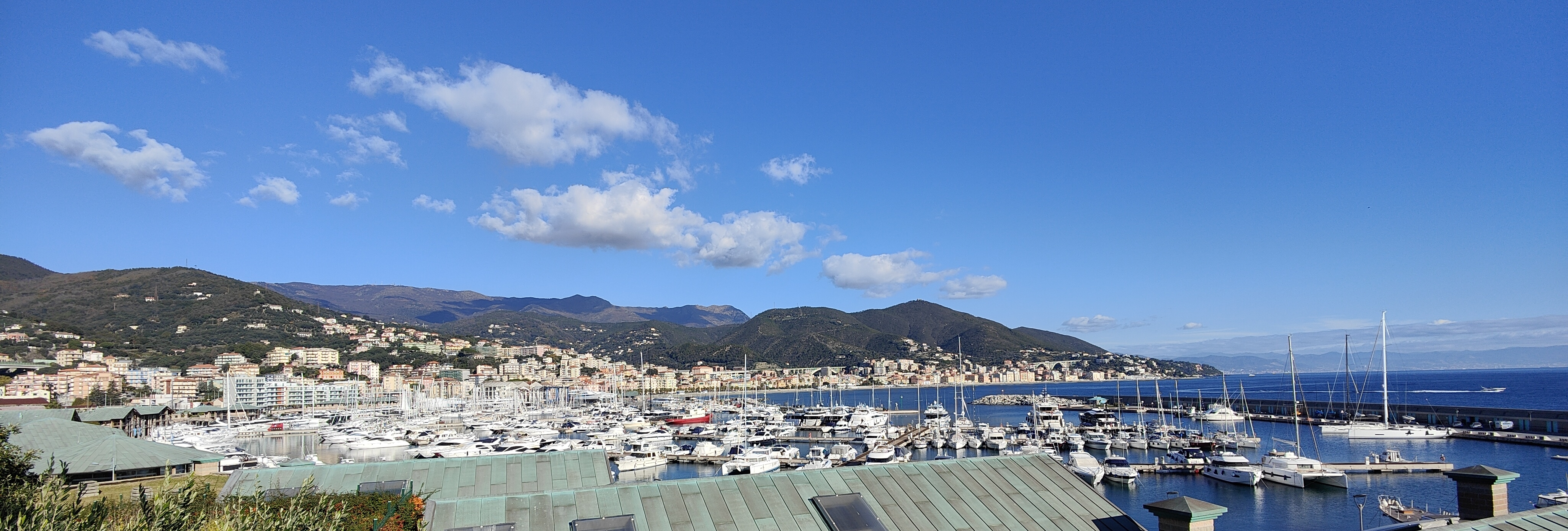
Panoramica del porticciolo "Marina di Varazze"

A Varazze viene pubblicato il mensile Il Giornalino di Varazze, notiziario della città di Varazze e delle sue frazioni. Il mensile, edito dal 1996, è supplemento de Il Letimbro mensile della diocesi di Savona-Noli. Attualmente il giornale è composto di 60 pagine in formato A4 di cui 8 a colori e ha una tiratura di 1300 copie mensili. La pubblicazione è realizzata sotto forma di volontariato, il ricavato della pubblicazione è devoluto interamente in beneficenza. Il mensile, inoltre, ogni mese dà spazio a tutte le associazioni e le realtà che operano sul territorio comunale. Peculiarità della pubblicazione è il fatto che nessuno degli articoli è firmato. I nomi dei redattori e collaboratori compaiono solo in terza pagina. A dicembre 2011 ha raggiunto i 204 numeri editi e nel 2016 ha festeggiato i 20 anni di continuativa attività.

### Musica
A Varazze trascorse gli ultimi anni della sua vita il compositore calabrese Francesco Cilea, che ne era cittadino onorario.
Varazze vede oggi l'esistenza di diversi gruppi musicali di ogni genere (dal Heavy metal alla Musica pop).
La densità tra musicisti e abitanti è di certo una delle più alte in Italia. Tra i musicisti di maggior successo si può annoverare Roberto Tiranti, voce del gruppo metal Labyrinth (che ha avuto molto successo in Europa e in Sud America ma non altrettanto in Italia).
Quindi il cantautore Emanuele Dabbono, uscito col suo primo singolo Scritto sulla pelle nelle classifiche della musica pop italiana nel luglio 2006, già vincitore di un premio della critica al Festival di Castrocaro e del Cornetto Free Music Festival del 2005, nonché terzo classificato nella versione italiana di X Factor. Dabbono ha scritto anche il testo (assieme a Tiziano Ferro) della canzone del vincitore di X-Factor 2014. Sempre Dabbono ha scritto con Tiziano Ferro il brano Incanto, incluso nel primo Greatest Hits del cantante di Latina, al primo posto nei singoli più venduti di ITunes nel febbraio 2015 e la cui musica è stata presa dalla nota azienda Perugina per lo spot dei suoi "Baci" nonché le parole messe nei bigliettini all'interno del prodotto dolciario.
Altro cantautore è Zibba, vincitore del premio della critica "Tenco" a Sanremo 2014 con il brano Senza di te, dove si è piazzato al secondo posto, e autore di molte canzoni alcune in collaborazione con grandi della musica italiana (Eugenio Finardi, Tiziano Ferro, Federico Zampaglione, Omar Pedrini) e non solo (Jack Savoretti).
Altri gruppi e musicisti che hanno avuto un buon successo sono il bassista Dino Cerruti, da anni attivo sulla scena jazz, il chitarrista Marco Cravero, (Francesco De Gregori, Ivana Spagna ed altri), ed i TieniViva Gospel Voices (gruppo vocal/gospel, organizzatore del "Varazze Vocal" e successivamente di "Gospeling", manifestazioni estive che hanno visto partecipazioni quali quelle di Eugenio Finardi, Cheryl Porter, Sybil Smoot, Nehemiah Brown, Neri per Caso, Antonella Ruggiero, Cluster). A Varazze ha altresì sede dal 1976 una radio locale privata (Radio Skylab) che ha come slogan "tutta la musica che c'è".
Varazze è stata, dal 1997, sede del "Festival internazionale del Mandolino", manifestazione all'interno della quale viene assegnato il premio "Il mandolino genovese" ad un grande artista italiano o internazionale. L'albo d'oro del premio: 1997 Fabrizio De André, 1998 Renzo Arbore, 1999 Franco Battiato, 2000 Francesco Guccini, 2001 Francesco De Gregori, 2002 PFM & Tracy Chapman, 2003-2004 Angelo Branduardi, 2005 Africa Unite & Architorti Orchestra, 2006 Avion Travel, 2007 Teresa De Sio, 2008 Roberto Vecchioni.
Nel 1922 fu fondata a Varazze la Banda Musicale "Cardinal Cagliero".
Dal 2008 viene attribuito annualmente, durante un concerto estivo, il PREMIO CITTÀ DI VARAZZE - “FRANCESCO CILEA”, riconoscimento attribuito ai più grandi interpreti della lirica mondiale.

## Geografia antropica

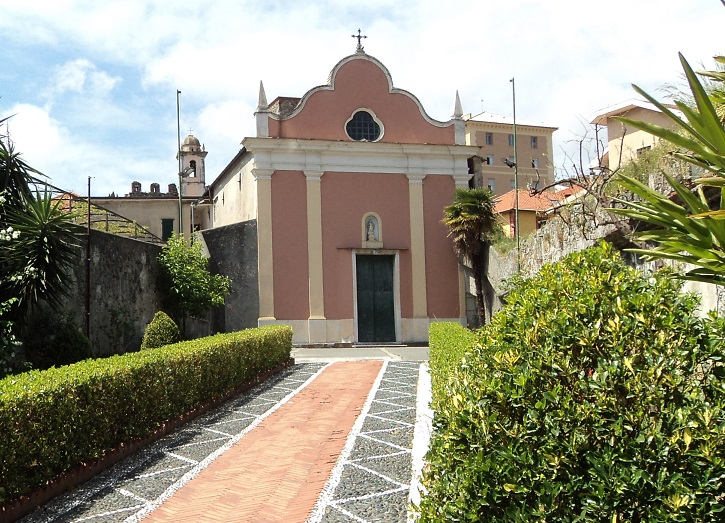
L'oratorio di Nostra Signora Assunta

Il territorio comunale è costituito, oltre al capoluogo, dai nuclei frazionali di Alpicella, Cantalupo, Casanova, Castagnabuona, Faje, Invrea e Pero, storicamente riconosciute dallo statuto comunale, per una superficie territoriale di 48 km². Tra le località Bagetti, i Piani di San Giacomo, Sordi e Vallerga.
Confina a nord con i comuni di Stella e Sassello, a sud è bagnato dal mar Ligure, ad ovest con Stella e Celle Ligure, ad est con Sassello e Cogoleto (GE).

### Quartiere di San Nazario
Arrivando a Varazze percorrendo l'Aurelia da Savona, il primo quartiere che si incontra è quello di San Nazario, dal nome della chiesa consacrata ai due santi protettori santi Nazario e Celso. Chiesa inizialmente edificata in stile romanico e nel 1875 impreziosita dalla posa delle statue del beato Jacopo da Varagine e di Santa Caterina da Siena, protettori della città.
Già da punta Aspera si può avere una visione panoramica del quartiere e di tutto il golfo varazzino, apprezzando il suggestivo e particolare paesaggio. Chilometri di spiaggia in una cornice di colline in rapida ascesa fino a diventare monti alti oltre i 1000 metri; ecco spiegato il clima mite e temperato.
All'inizio del Novecento Varazze era una delle poche città, oltre Savona, ad avere industrie manifatturiere di una certa importanza. Alcune di queste erano, e sono tuttora, posizionate a San Nazario lungo il litorale e oltre l'Aurelia, dove oggi sorgono la caserma dell'Arma dei Carabinieri, il tracciato e la stazione ferroviaria. Nella sola C. I.V.E.S. (Costruzioni idrovolanti e scuola) furono costruiti oltre mille idrovolanti e addestrati centinaia di piloti.
Anche a sua difesa esisteva la Sezione FBA Varazze.

### Quartiere del Solaro

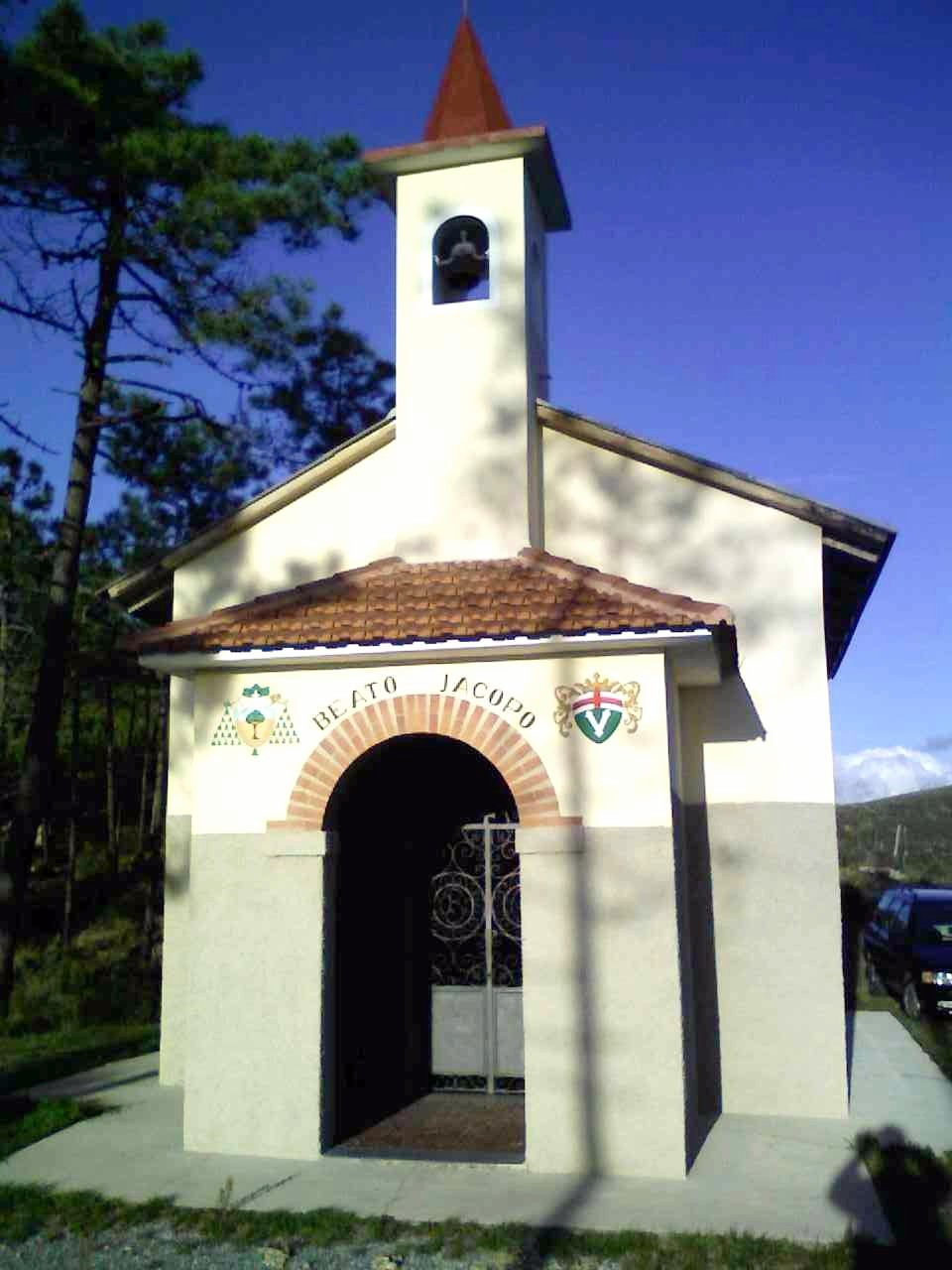
La cappella del Beato Jacopo da Varagine

Ad est del borgo si trova il quartiere del Solaro, che si estende da piazza Dante a punta Mola. Antico quartiere di pescatori come si può intuire dall'oratorio di San Bartolomeo, luogo in cui si ritirava la confraternita dei pescatori.

### Quartiere della Camminata
Prende il suo nome dalla presenza della casa della Marchesa Maria del Bosco, avente un'ampia sala con camino, ovvero la Caminata.  Zona un tempo contraddistinta dalla presenza di orti, si sviluppa in corrispondenza delle vie Camminata Inferiore e Camminata Superiore.

### Quartiere delle Valli
Si sviluppa a nord del Borghetto e a sud di Cantalupo nei pressi dell'oratorio salesiano.

### Quartiere del Borgo
Delimitato dalla cinta muraria del XIII secolo, sono presenti all'interno di questo quartiere vari edifici di rilevanza storico-artistica tra cui palazzo Lomellini, palazzo del comune vecchio, la collegiata di Sant'Ambrogio, l'oratorio di Nostra Signora Assunta e l'oratorio di San Giuseppe. Sulla sua spiaggia venivano varate le navi che nel medioevo fecero la fortuna della città e che le diedero in quello stesso periodo il nome Varagine.

## Economia

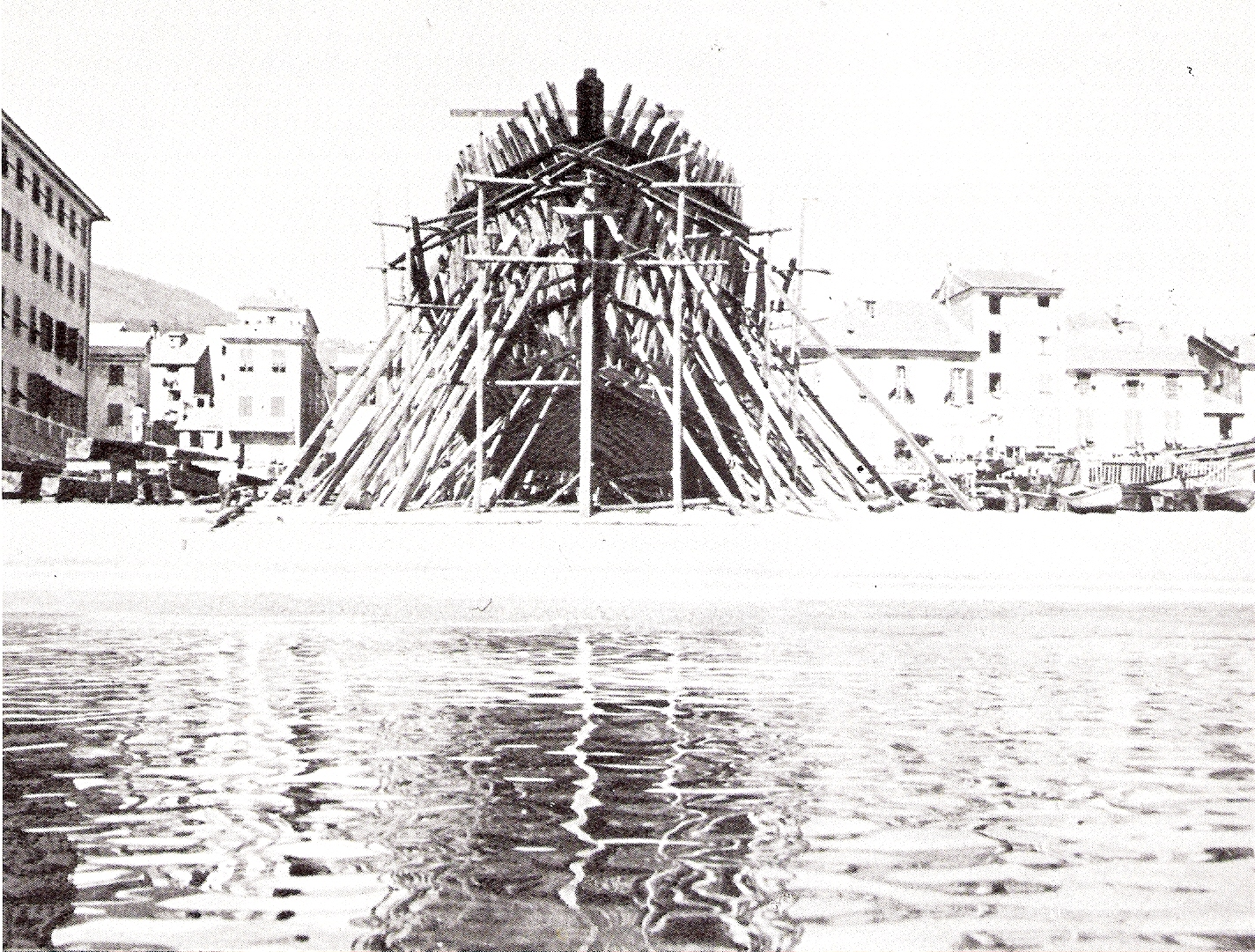
La costruzione di uno scafo presso i cantieri navali Baglietto (fine XIX secolo).

Il volto industriale di Varazze è ancora rappresentato dai cantieri navali, dalla moderna cartiera sita in frazione Pero e da numerosi opifici che sfruttavano l'acqua del Teiro e sono ancora visibili, sebbene abbandonati, risalendo a valle per la strada che conduce alla frazione Pero e a Sassello.
Varazze è una nota località turistico-balneare, e con la costruzione del porto turistico rappresenta anche un approdo marittimo. La località ha ottenuto dalla FEE-Italia (Foundation for Environmental Education) il conferimento della Bandiera blu per la qualità delle sue spiagge e per la qualità dei servizi del porto turistico ("Marina di Varazze").

## Infrastrutture e trasporti

### Strade
Il centro di Varazze è attraversato principalmente dalla strada statale 1 Via Aurelia che gli permette il collegamento stradale con Celle Ligure, ad ovest, e Cogoleto, ad est, fino ai confini con la provincia di Genova. Altre arterie stradali del territorio sono la provinciale 57 per le frazioni principali di Casanova e Alpicella fino a Piampaludo (Sassello) e la provinciale 542 per Stella.
Inoltre è raggiungibile anche grazie al proprio casello autostradale sull'autostrada A10.

### Ferrovie
Varazze è dotata di una stazione ferroviaria sulla linea ferroviaria Ventimiglia - Genova nel tratto locale compreso tra Savona e Genova.
Dalla stazione si possono raggiungere il centro cittadino, le spiagge, la passeggiata a mare e la nuova Marina di Varazze. Con gli autobus che partono dal piazzale della stazione, si possono raggiungere le frazioni di Cantalupo, Faje, Alpicella e il monte Beigua.

## Amministrazione

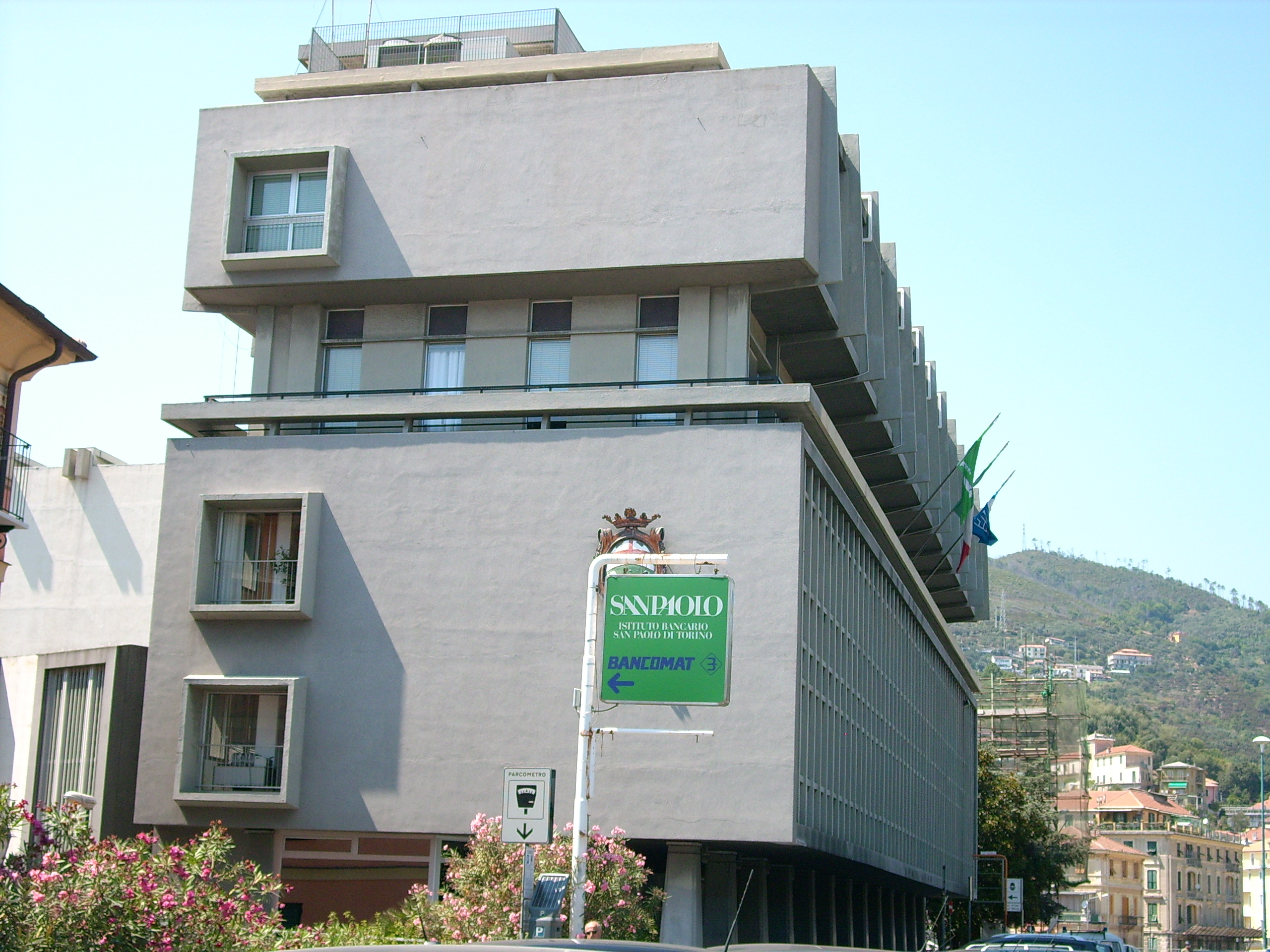
Il municipio

| Periodo           | Periodo        | Primo cittadino          | Partito                                        | Carica      | Note   |
| ----------------- | -------------- | ------------------------ | ---------------------------------------------- | ----------- | ------ |
| 12 settembre 1988 | 29 giugno 1990 | Giuseppe Baglietto       | Democrazia Cristiana                           | Sindaco     |        |
| 29 giugno 1990    | 30 agosto 1991 | Sandro Gualano           | Democrazia Cristiana                           | Sindaco     | [ 27 ] |
| 30 agosto 1991    | 23 aprile 1995 | Giovanni Battista Parodi | Democrazia Cristiana                           | Sindaco     |        |
| 23 aprile 1995    | 13 giugno 1999 | Giovanni Battista Busso  | Partito Democratico della Sinistra             | Sindaco     |        |
| 13 giugno 1999    | 13 giugno 2004 | Giovanni Battista Busso  | lista civica di centro-sinistra                | Sindaco     |        |
| 13 giugno 2004    | 7 giugno 2009  | Antonio Ghigliazza       | lista civica di centro-sinistra                | Sindaco     |        |
| 7 giugno 2009     | 25 maggio 2014 | Giovanni Delfino         | Il Popolo della Libertà                        | Sindaco     |        |
| 25 maggio 2014    | 26 maggio 2019 | Alessandro Bozzano       | Essere Varazze (lista civica di centro-destra) | Sindaco     |        |
| 26 maggio 2019    | novembre 2020  | Alessandro Bozzano       | Essere Varazze (lista civica di centro-destra) | Sindaco     | [ 28 ] |
| novembre 2020     | 4 ottobre 2021 | Luigi Pierfederici       | Essere Varazze (lista civica di centro-destra) | Vicesindaco |        |
| 4 ottobre 2021    | in carica      | Luigi Pierfederici       | Essere Varazze (lista civica di centro-destra) | Sindaco     |        |

### Gemellaggi
Varazze è gemellata con:
- Palmi[29]
- Roussillon, dal 2018[30][31]

## Sport

### Basket
- PSN Juvenilia Varazze Basket, fondata nel 1972. I colori societari sono arancione e nero. La squadra gioca correntemente nel campionato FIP nella divisione regionale DR1. Nell'anno sportivo 2024-2025 Juvenilia si è classificata sesta in campionato, per poi essere buttata fuori ai play off dal Cogoleto con un punteggio di 77-87.

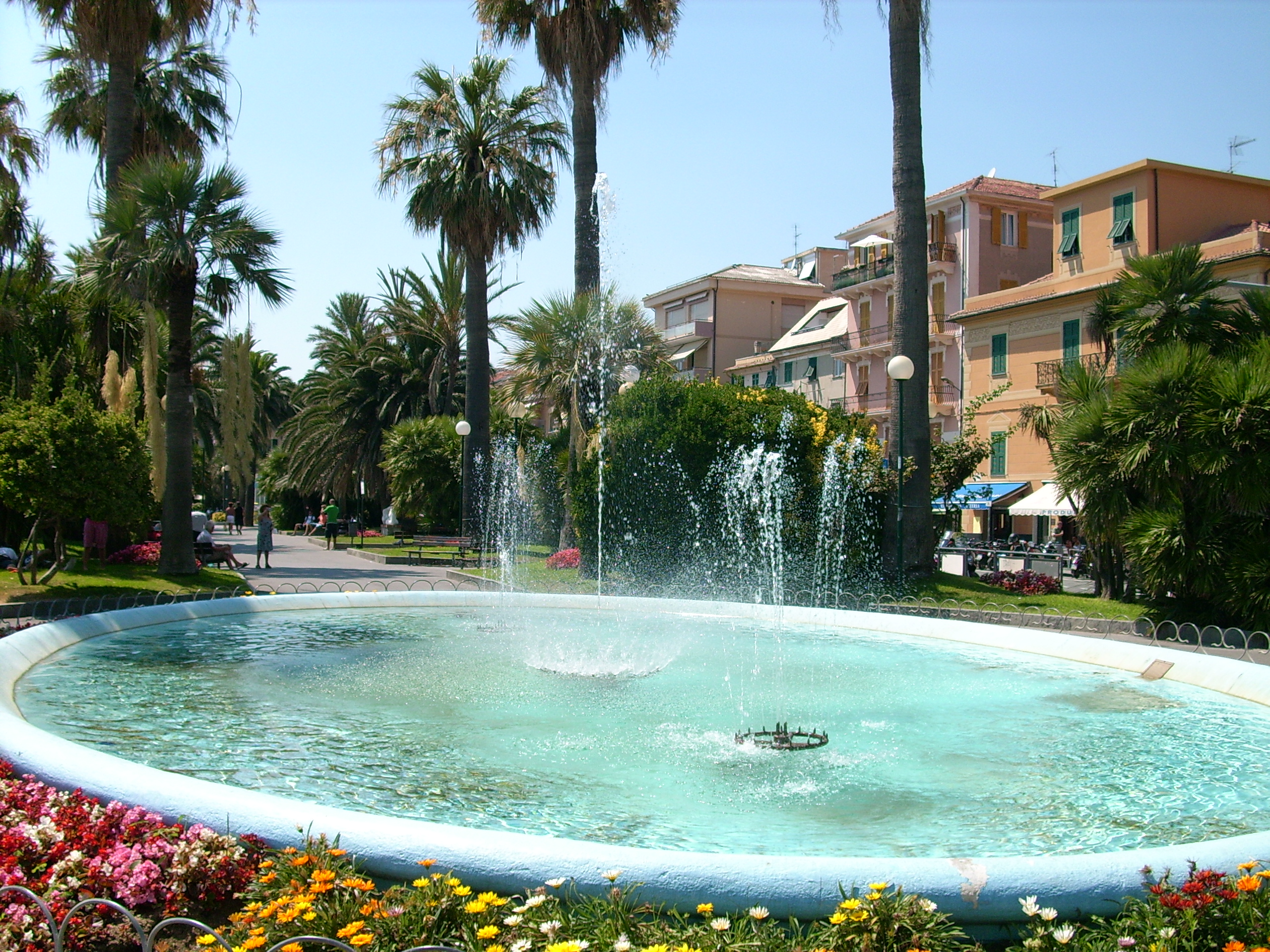
Particolare della fontana sul lungomare varazzino

### Calcio
- Celle Varazze F.B.C., nato nel 2022 dalla fondazione tra il Varazze 1912 Don Bosco (con trascorsi fino alla Serie C e che negli anni novanta ha inglobato il G.S. Don Bosco Varazze) e il Celle Riviera Calcio (Celle Ligure), militante nel campionato di Eccellenza.
- S.S.D. A.R.L. Virtus Don Bosco, militante nel campionato di Seconda Categoria.

### Ciclismo
Varazze è stata più volte tappa di arrivo del Giro d'Italia:
- 1976, arrivo della 14ª tappa partita da Il Ciocco, vinta da Francesco Moser;
- 1997, arrivo della 12ª tappa partita da La Spezia, vinta da Giuseppe Di Grande;
- 2002, arrivo della 6ª partita da Cuneo, vinta da Giovanni Lombardi;
- 2005, arrivo della 16ª partita da Lissone, vinta da Christophe Le Mével.

A testimonianza del legame tra la città e il ciclismo è stato eretto un piccolo monumento a ricordo di Fausto Coppi, il quale sovente soggiornava nella cittadina savonese. Varazze è altresì teatro di gare internazionali femminili, tra le quali la partenza di tappa de La Grande Boucle Féminine Internationale, del "Gran prix di Varazze città delle donne e della "Primavera Rosa Varazze-Sanremo" ("antipasto" alla Milano-Sanremo maschile).

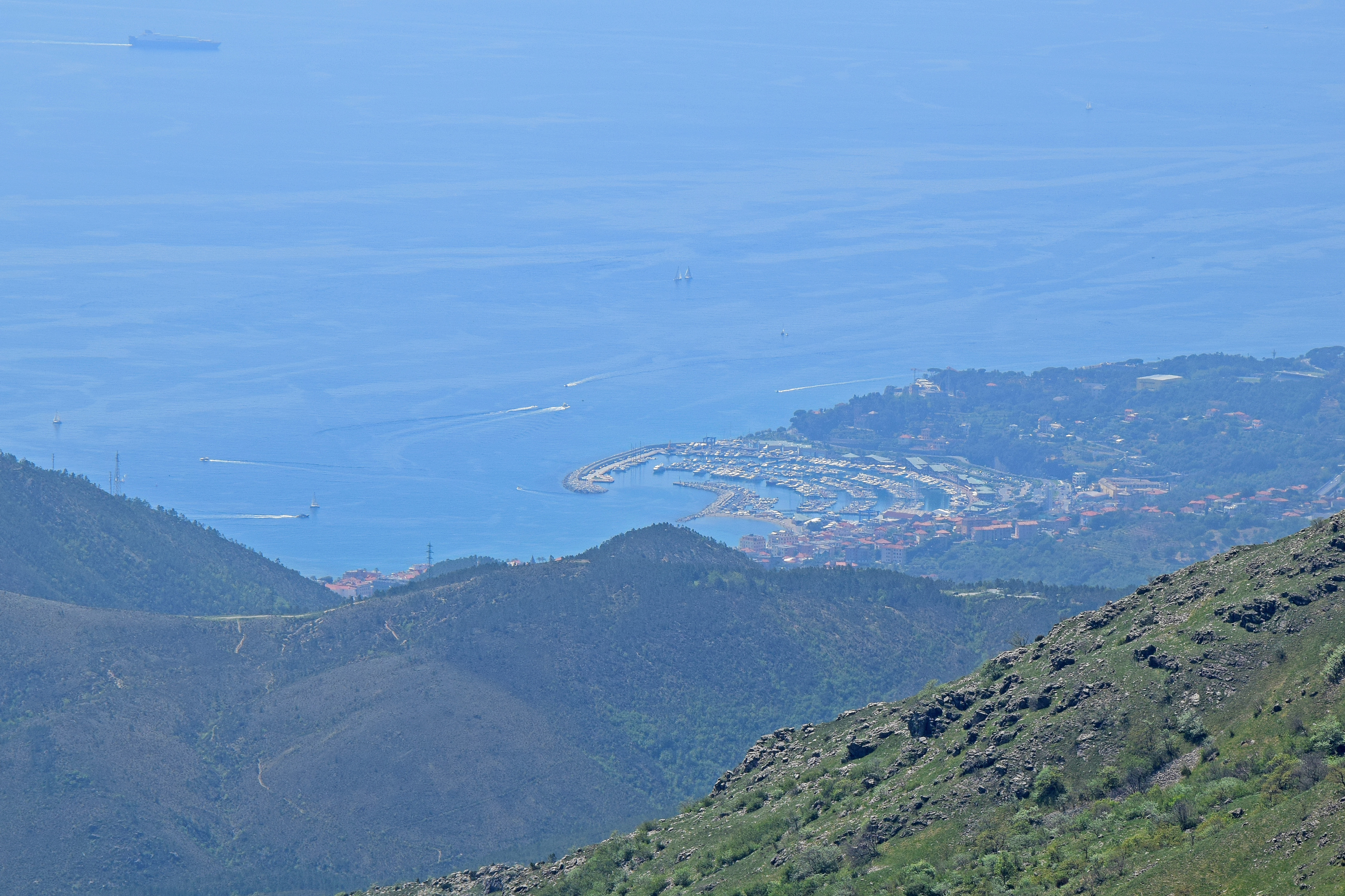
Panorama del porticciolo dal Monte Beigua

### Pallavolo
- A.S.D. Celle Varazze Volley, la cui prima squadra milita nel campionato regionale di Serie C femminile.

### Surf

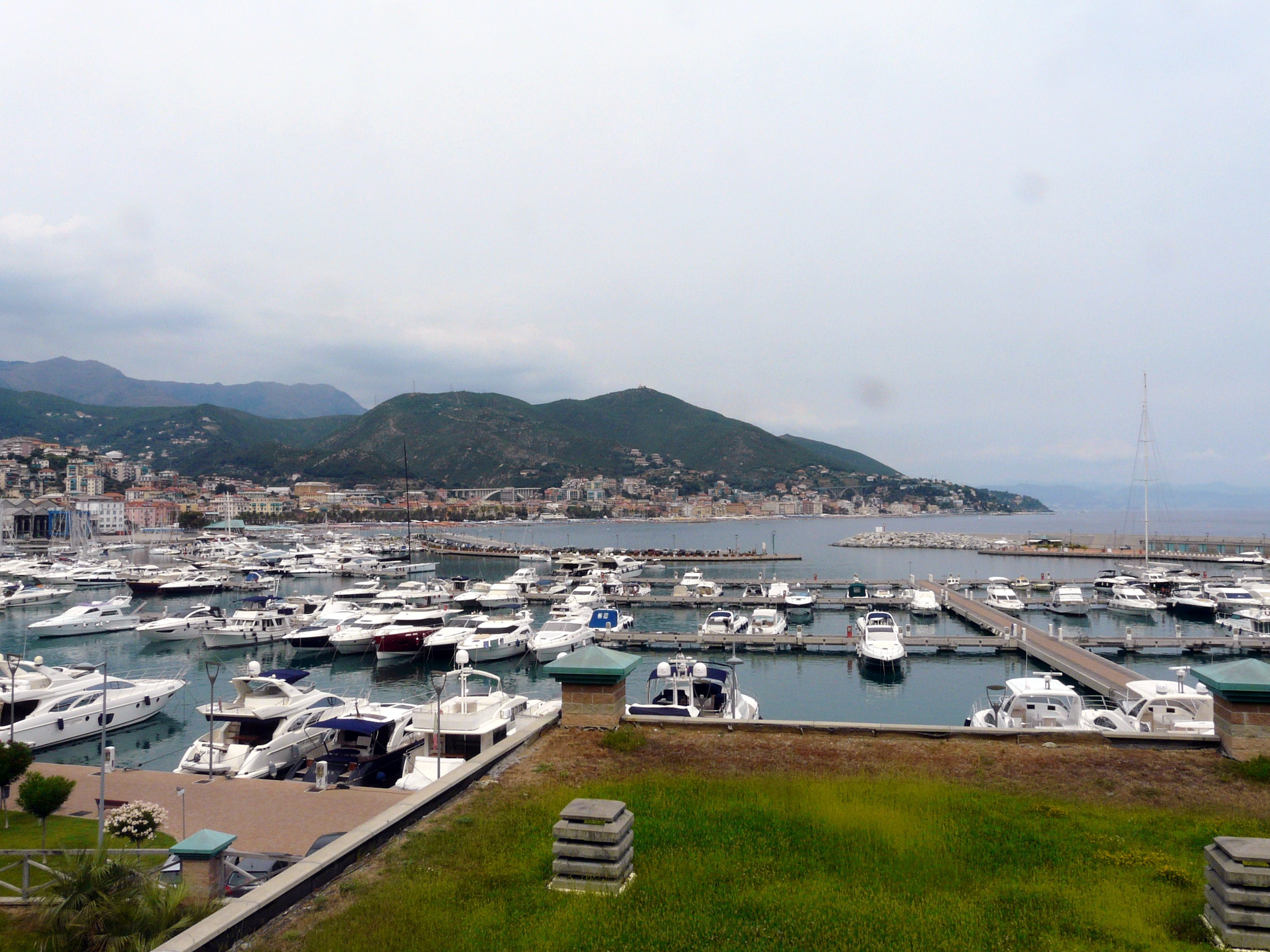
Panorama dalla Marina di Varazze

La città di Varazze è riconosciuta a livello internazionale dagli amanti di questa disciplina: nel tratto di mare adiacente al molo Marinai d'Italia, grazie a dei detriti depositati sul fondale derivanti dallo sbancamento dei primi lavori autostradali, si genera una delle più belle onde del Mediterraneo. Durante le mareggiate molti surfisti si riversano da ogni parte d'Europa alla ricerca dell'onda perfetta. Alcuni esponenti locali hanno anche disputato gare internazionali: Fabio Giusto ha preso parte nel 2000 ai campionati mondiali I.S.A. di Rio de Janeiro; altro esponente locale a livello internazionale è Fabrizio Passetti che, dopo un brutto incidente costatogli la perdita di un arto inferiore, ha deciso comunque di riprendere la sua passione con un successo mediatico sia sulla stampa specializzata che non.

### Bouldering
A Varazze è possibile praticare l'arrampicata sportiva in particolare la disciplina del bouldering, cioè la scalata sui massi. Proprio a Varazze tra l'altro si trova la via Gioia, un 8c+ aperto da Christian Core nel 2008 e successivamente ripetuto tra gli altri da Adam Ondra.

### Altri sport
Negli altri sport la città di Varazze, nonostante la mancanza di una propria pista, primeggia nel pattinaggio su strada e indoor grazie a giovani talenti cresciuti nella Polisportiva San Nazario e che hanno saputo conquistare importanti traguardi nei campionati italiani ed internazionali, tra cui 2 titoli mondiali in Colombia nel 2007.
Vi sono inoltre le altre realtà dell'atletica (Atletica Varazze), del basket (Pol. San Nazario Juvenilia Varazze, e i Varazze Renegades nati nel 2015), della ginnastica (Ginnastica Primavera), del tennistavolo (A.S.D. Don Bosco) e del tennis (A.S.D. Tie Break Varazze), nonché dell'attività bocciofila della Polisportiva San Nazario, mentre B.C. Varazze Swindlers si occupa soprattutto di pallavolo amatoriale.
Nel campo delle arti marziali, le associazioni ButoKuKai e C.S.K.V. diffondono la pratica del karate.
È possibile inoltre praticare downhill (discesa su mountain bike) nei numerosi sentieri intorno al monte Beigua.
Dal 2008, alla fine di settembre, si svolge il trofeo di pesca a traina costiera "Flavio Roccatagliata".